# Joe Machine
Joseph Stokes (6 de abril de 1973), conhecido como Joe Machine, é um pintor, poeta e escritor britânico. Ele é um membro fundador do movimento artístico Stuckismo. Seu trabalho tem sido chamado de "cru e autobiográfico".

## Biografia

### Início da carreira

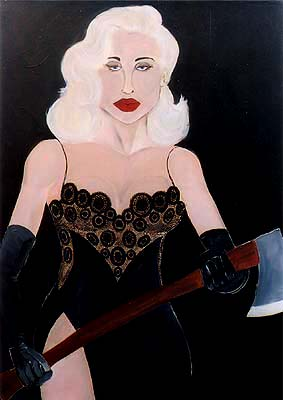
Diana Dors with an Axe, usada na capa do primeiro livro de stuckismo.

Machine nasceu em Chatham, Kent, e tem descendência cigana, da Ilha de Sheppey. Em 1988, por ter roubado sucatas, ele foi enviado para uma escola de detenção para jovens infratores, em Rochester, e no ano seguinte transferido para outra após roubar verdureiros em Leysdown. Sucessivamente, o mesmo reivindicou o seus benefícios e passou a administrar os negócios da sua família, que tinha um salão de diversões em Leysdown. Além disso, criou cães da raça rottweiler e trabalhou como segurança nas boates do sul de Londres.
Machine começou a pintar por volta de 1988 e não teve nenhum treinamento formal em faculdades. Ele descreveu a criatividade como a saída do segundo plano no qual ele se sentia preso: "Pintar e escrever têm sido muito melhores para mim do que qualquer um dos erros que cometi ao roubar e lutar." Desde 1998, ele vem fazendo psicoterapia para lidar com a violência e problemas sexuais. Em 1999, ele foi um dos 13 membros fundadores do stuckismo, um grupo de arte anti-conceitual co-fundado por Billy Childish e Charles Thomson. Sua pintura, Diana Dors With an Axe, foi usada na capa do primeiro livro do grupo, The Stuckists, e também para promover a The Real Turner Prize Show, em 2000, no Shoreditch.

### Ascensão e protestos
Machine tornou-se amplamente notório com os stuckistas, principalmente devido a sua primeira exibição nacional no Walker Art Gallery, para a Bienal de Liverpool, em 2004. A exposição, intitulada The Stuckists Punk Victorian, foi uma demonstração definitiva da arte stuckista e ele foi um dos "artistas de destaque". Revendo o acontecimento, Mark Lawson comentou, referindo-se à pintura de Machine, Sea Shanty:
| “             | Embora se coloquem contra a arte conceitual, certamente não estão se posicionando para a pintura convencional. São imagens muito ousadas e explícitas, particularmente uma pintura à minha esquerda, na qual um marinheiro está pegando outro marinheiro por trás... é provavelmente o mais longe que podemos descrevê-la. E essa é uma imagem, que é muito ousada, muito explícita e pode levar a protestos e reclamações. | ” |
| — Mark Lawson | |   |

Em janeiro de 2005, ele participou de um protesto no lançamento de Triumph of Painting, na Saatchi Gallery, em Londres. Em dezembro daquele mesmo ano o mesmo participou de um protesto durante o prêmio Turner, no Tate Britain, para chamar a atenção para a compra da obra The Upper Room, de Chris Ofili, e pediu a renúncia do diretor da Tate, Sir Nicholas Serota. Machine foi um dos dez principais artistas stuckistas a serem exibidos no Go West, na Spectrum London, em outubro de 2006, onde seis de suas pinturas foram vendidas antes da abertura do show.
Ele comentou sobre o stuckismo: "algumas das pinturas não são tão maravilhosas... Mas todo mundo está pintando e se envolvendo". Billy Childish possui uma pintura sua de uma mulher cortando seus pulsos, o que ele descreve como "bastante perturbador". Machine também cantou com o grupo The Dirty Numbers e publicou seis livros de poesia. Em 2003, Machine casou-se com Charlotte Gavin.

## Estilo e técnica

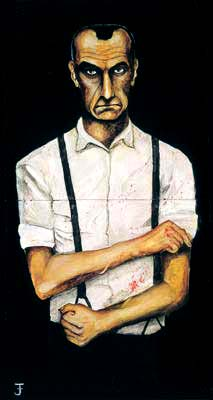
My Grandfather Will Fight You foi inspirado em seu avô.

O trabalho de Machine é fortemente autobiográfico e muitas vezes baseia-se em experiências sexuais e violência. Ele trabalha com uma limitação de cinco cores (que o mesmo afirma que inicialmente foi devido à pobreza), e citou seu avô, que costumava pintar, como uma grande influência.
Imagens recorrentes são mulheres emaciadas, marinheiros e derramamento de sangue. Ele mostrou cães de combate e um marinheiro com a garganta cortada. Outras imagens representam Ute Lemper e Diana Dors com um machado e também uma submetralhadora. My Grandfather Will Fight You mostra um homem mais velho e magro com os punhos cerrados e a camisa respingada de sangue, pintado em duas tábuas de madeira pregadas juntas. Ele comentou sobre este trabalho:
| “             | Meu avô era um boxeador cigano, mas às vezes lutava com as mãos e sem camisa, o mesmo que seu pai fez para viver. Eu amava meu avô, embora soubesse que outras pessoas tinham medo dele. Ele sempre me tratou com muito amor. Isso me deixou entre dois mundos – amor e violência. Foi definitivamente uma pintura emotiva: senti que ele estava olhando para mim. De certa forma, ele não teria ficado muito feliz com isso, porque ele era um homem muito particular. | ” |
| — Joe Machine | |   |

## Prêmios
| Ano  | Recipiente  | Prêmio             | Resultado |
| ---- | ----------- | ------------------ | --------- |
| 2002 | Joe Machine | Real Turner Prize  | Venceu    |
| 2012 | Joe Machine | Grand Prize Winner | Venceu    |